# محمد حزام الأشول
محمد محمد حزام الأشول (و. 1964) سياسي يمني، ولد في محافظة إب، يشغل حاليا وزير الصناعة والتجارة في حكومة معين منذ 18 ديسمبر 2020.

## المؤهلات العلمية
- بكالوريوس تجارة واقتصاد، جامعة صنعاء.[2]
- دبلوم إدارة أعمال، ودبلوم آخر علاقات دولية بعد الجامعة.[2]